# 西城秀樹ROCKトリビュート
『西城秀樹ROCKトリビュート KIDS' WANNA ROCK!』（さいじょうひでき ロックトリビュート キッズワナロック）は、西城秀樹に憧れて育った若いロック・アーティスト達によるトリビュート・アルバム。プロデュースは、音楽ライターの大島暁美。1997年7月24日発売。発売元はBMG JAPAN。

## 解説
- デビュー25周年を迎えた西城秀樹のシングル曲をロック・アーティストがリアレンジしたトリビュート・アルバム。
- 『激しい恋』では演奏中に西城の略歴が紹介され、『YOUNG MAN (Y.M.C.A.)』では西城本人の歌声が流れる部分もある。

## 収録曲
1. 激しい恋　（6:00）
  - 作詞: 安井かずみ 、作曲: 馬飼野康二、編曲: ヘヴィメタルな人達
  - 歌唱: ヘヴィメタルな人達（GEORGE、屍忌蛇、AKIRA、KATSUJI）
2. YOUNG MAN (Y.M.C.A.)　（5:22）
  - 作詞: V.Willis・H.Belolo 、日本語詞: あまがいりゅうじ 、作曲: J.Morali 、編曲: 岡野ハジメ
  - 歌唱: 笑む&笑むs（松岡充、都啓一）
3. 情熱の嵐　（3:18）
  - 作詞: たかたかし 、作曲: 鈴木邦彦 、編曲: THE HIGH-LOWS
  - 歌唱: THE HIGH-LOWS
4. ギャランドゥ　（4:28）
  - 作詞・作曲: もんたよしのり 、編曲: MILLENNIUM EVE
  - 歌唱: MILLENNIUM EVE（中山加奈子、杏子、中村美紀、仙波さとみ、MITSUKO）
5. 傷だらけのローラ　（4:16）
  - 作詞: さいとう大三 、作曲: 馬飼野康二、編曲: 橘高文彦
  - 歌唱: FUMIHIKO KITSUTAKA'S"LOLA"（橘高文彦、満園庄太郎、小畑ポンプ、Gackt）
6. 南十字星　（5:08）
  - 作詞: 竜真知子 、作曲: 水谷公生、編曲: 菊地大輔
  - 歌唱: 真矢、菊地大輔
7. HIDEKIメドレー　（6:36）
ジャガー、ブーツをぬいで朝食を、君よ抱かれて熱くなれ、炎、ブーメランストリート
  - 全編曲: にこにこミュージック
  - 歌唱: にこにこミュージック（Ken-ichi、JOE、CHIROLYN、宮脇“JOE”知史）
8. 恋の暴走　（3:21）
  - 作詞: 安井かずみ 、作曲: 馬飼野康二、編曲: RUI&ROLLY
  - 歌唱: RUI&ROLLY
9. ちぎれた愛　（4:18）
  - 作詞: 安井かずみ 、作曲: 馬飼野康二、編曲: 西脇辰弥
  - 歌唱: WEST SUN（サンプラザ中野、西脇辰弥）
10. 薔薇の鎖　（4:41）
  - 作詞: たかたかし 、作曲: 鈴木邦彦 、編曲: 上野圭一
  - 歌唱: 森重樹一、白田一秀、上野圭市、二見裕志
11. ブルースカイ ブルー　（5:25）
  - 作詞: 阿久悠 、作曲: 馬飼野康二 、編曲: 難波弘之
  - 歌唱: ダイアモンド☆ユカイ